# Karosa B 841
Karosa B 841 je model městského kloubového autobusu, který vyráběla společnost Karosa Vysoké Mýto v letech 1997 až 1999.

## Konstrukce
Vozy B 841 konstrukčně vycházejí z klasického typu B 741. Jedná se tedy o třínápravový kloubový autobus s polosamonosnou karoserií panelové konstrukce. Skládá se ze dvou částí, které jsou navzájem spojeny kloubem a krycím měchem. Hnací je zadní náprava, za ní, v prostoru zadního panelu, se nachází motor. Vzhledově je autobus prakticky shodný s typem B 741. V pravé bočnici se nacházejí čtvery dvoukřídlé výklopné dveře, v každém článku vždy dvoje. První a poslední jsou užší než zbylé dvoje. Od typu B 741 se B 841 liší červenými madly v interiéru, kvalitnějším zateplením vozu a také hlavně prosklenou přepážkou před prvními sedadly, která odděluje řidiče od prostoru pro cestující. Jsou v ní umístěna dvířka, která řidič může v otevřeném stavu zajistit, takže cestující mohou v tomto případě používat i přední dveře autobusu.

## Výroba a provoz
Vozy B 841, které byly vyráběny mezi lety 1997 a 1999, byly určeny především pro export do zemí bývalého Sovětského svazu, kde byly problémy se schválením autobusů nové řady 900. Proto se Karosa rozhodla pro tyto státy pokračovat ve výrobě mírně modifikovaných vozů řady 700, které označila novou řadou 800. „Devítistovková“ řada začala být do těchto zemí dodávána v roce 1999 a produkce řady 800 byla v tomto roce ukončena. Mezi lety 1997 a 1999 bylo vyrobeno celkem 110 autobusů B 841.